# Marie z Padilly

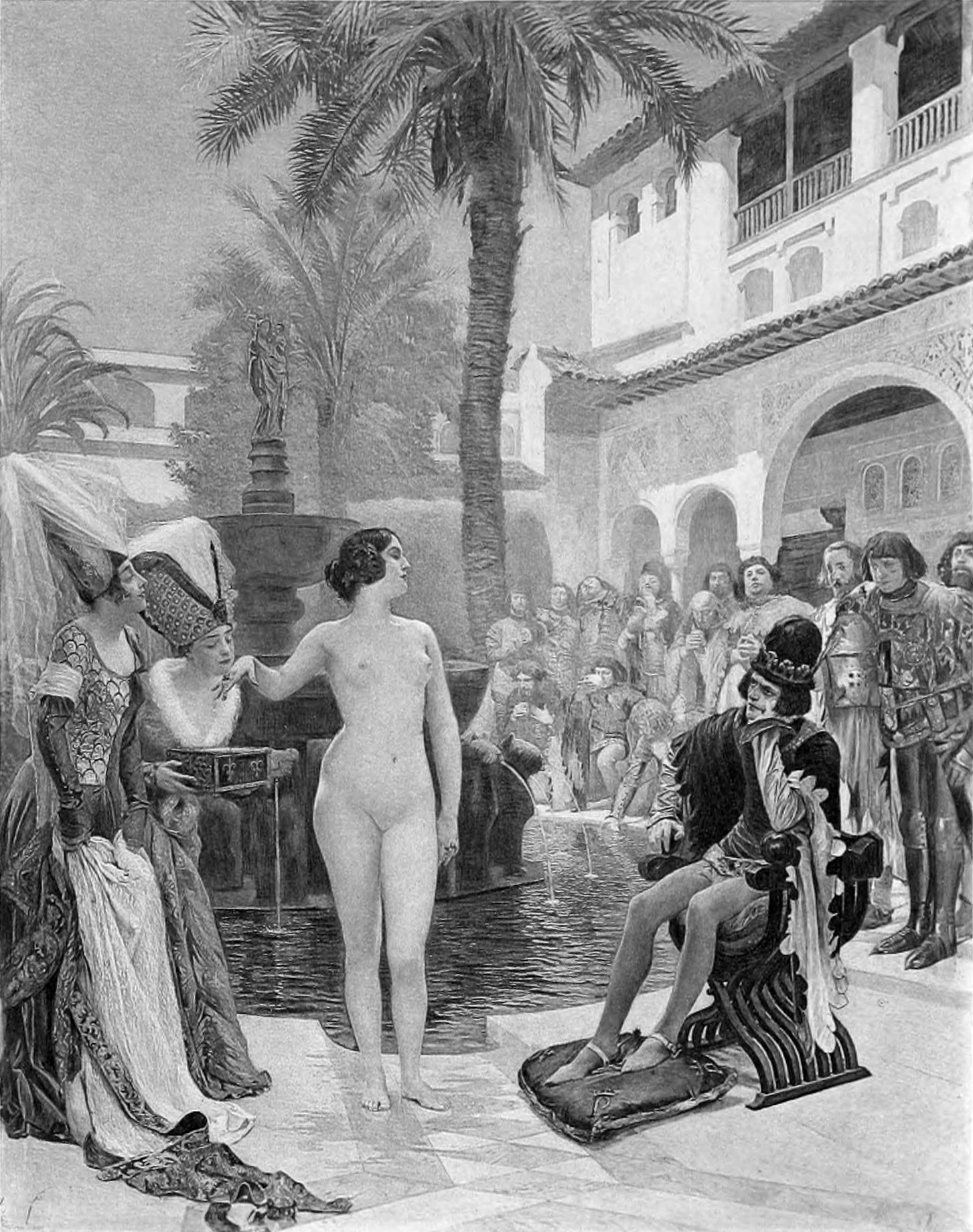
Marie z Padily v romantické představě francouzského malíře P. J. Gervaise (1859–1936)

Marie z Padilly (španělsky María de Padilla, 1334 – červenec 1361 Sevilla) byla milenka a osudová žena kastilského krále Pedra Krutého.

## Biografie

### Původ, mládí

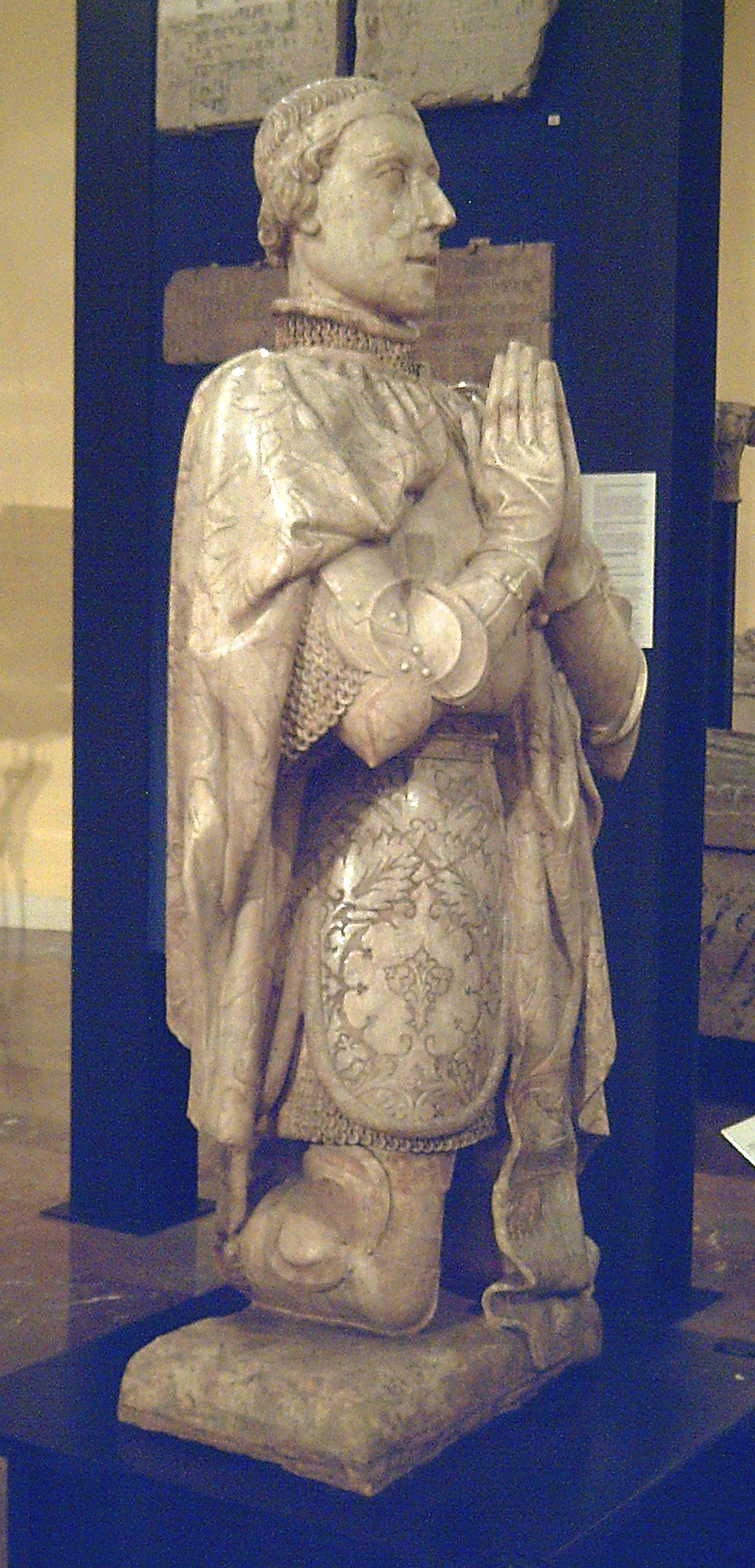
Socha krále Pedra (Národní archeologické muzeum v Madridu)

Narodila se jako dcera Juana Garcíy z Padilly (* mezi 1348 - 1351) a Marie González de Hinestrosa (* po září 1356), která byla příbuznou Juana Fernándeze de Hinestrosa. Jejím bratrem byl Diego García de Padilla, velmistr Řádu calatravských rytířů. Patřila tedy ke kastilské rodině Padillů, původně z Padilly de Abajo, ještě dříve de Padiella de Yuso, sídlem v Castrojeriz v provincii Burgos, jež náležela k místní drobné šlechtě. Soudobé kroniky ji popisují jako ženu mimořádné krásy, bystrého ducha a drobného těla.

### Život s králem

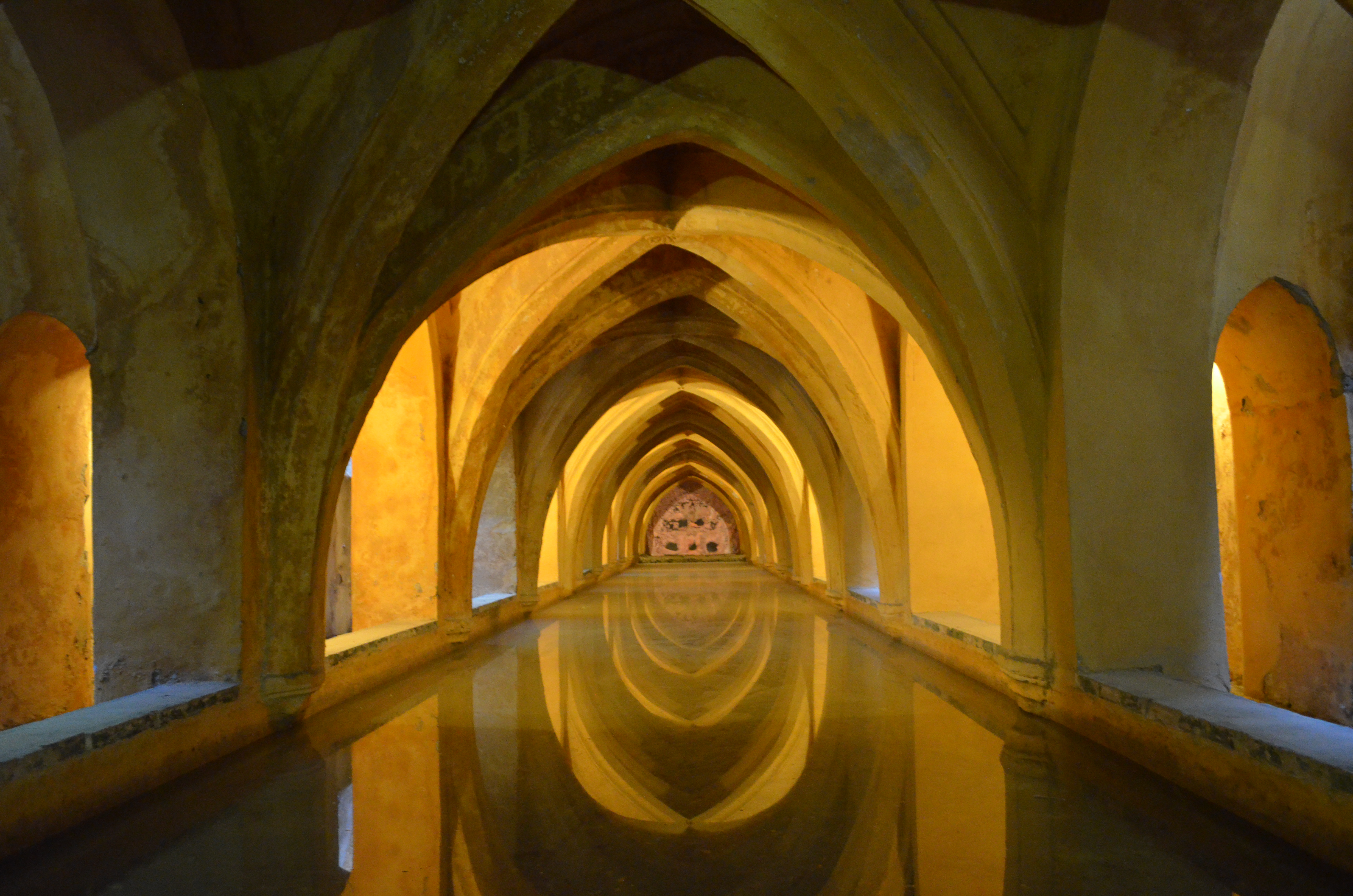
Sevillské lázně Marie z Padilly

Král Pedro I. poznal Marii v domě Isabely z Meneses v létě roku 1352 při tažení do Asturie do boje proti svému nevlastnímu bratrovi Jindřichovi z Trastámary, představil ji zřejmě její strýc Juan Fernández de Hinestrosa (pozdější organizátor dočasného omilostnění králova nevlastního bratra Fadriqua) zřejmě s cílem získat prostřednictvím své neteře královu přízeň. Marie se stala královou milenkou a zůstala jeho stálou láskou, přes dvě pozdější oficiální králova manželství. Z jejího života není mnoho známo, avšak podle soudobých kronik byla dobrosrdečné povahy a působila na Pedra, aby byl milostiv ke šlechticům, kteří byli proti němu v opozici a neloajální.[zdroj?]
| „              | A zatímco poslové jeli dojednat svatbu, zvolil si král jako svoji favoritku Maríu de Padilla... Král k ní zahořel takovou vášní, že po příjezdu Blanky již neměl v úmyslu se s touto paní oženit... | “ |
| — Fernão Lopes | |   |

3. června 1353 se mladý král Pedro na nátlak své matky, kastilské šlechty a příslibu bohatého věna ve Valladolidu oženil s Blankou, dcerou bourbonského vévody Petra I. Toto manželství sjednal králův favorit Juan Alfonso de Alburquerque společně s královnou matkou Marií Portugalskou, avšak bez souhlasu krále, který byl ve vztahu - a dokonce snad pravděpodobně již ženatý - s Marií z Padilly. Mladičkou princeznu Blanku tři dny po svatbě Pedro opustil, když se dozvěděl, že cestou z Francie do Valladolidu měla milostné dobrodružství s jeho nevlastním bratrem Fadriquem[zdroj?] a že sjednané věno nemůže být vyplaceno. Poslal ji nejdříve ke své matce do Mediny-Sidonia, posléze ji nechal ji zavřenou na hradě v Arévalu a nakonec v pevnosti v Toledu a vrátil se opět ke své milence Marii, jež mu již porodila dceru Beatrix. To vše vyvolalo odpor části šlechty, včetně tří jeho nevlastních bratří, synů Eleonory de Guzmán Jindřicha, Fadriqua a Tella, i Juana Alfonsa de Alburquerque, který po nešťastném sňatku, jenž pomáhal zosnovat, ztratil přízeň krále, i Pedrovy vlastní matky Marie Portugalské.
Zapuzením Blanky (jež byla přes sestru Johanu také švagrovou francouzského dauphina Karla V.) byl pochopitelně těžce uražen i francouzský dvůr, který následně uzavřel spojenectví se sousední Aragonií. Bratranec uvězněné Blanky, francouzský král Jan II. podal stížnost k papeži Inocencovi VI., výsledkem byla Pedrova exkomunikace.
Pedro nicméně nechal manželství s Blankou prohlásit za neplatné. Roku 1354 se pak oženil znovu s Juanou de Castro, kterou však záhy zapudil a uvěznil rovněž, stačil s ní však zplodit syna. Poté se vrátil ke své původní milence a údajné manželce Marii z Padilla.
Roku 1361 byla nešťastná uvězněná Blanka Bourbonská na králův příkaz zavražděna.

### Smrt

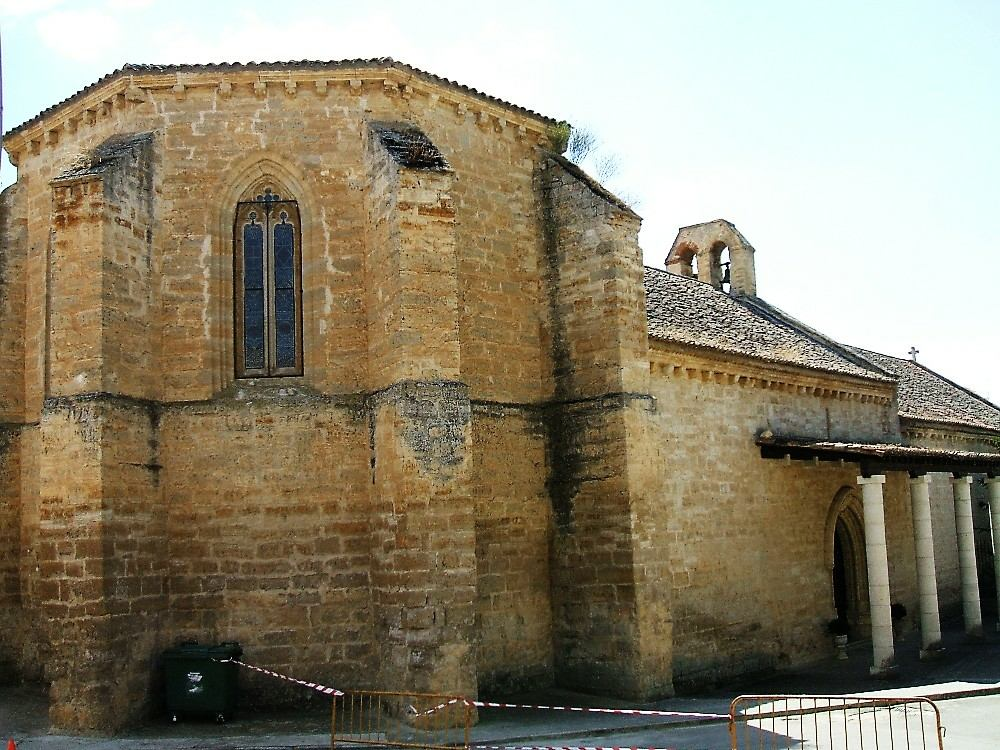
Klášter sv. Kláry v Astudillu, založený Marií z Padilly, původní místo jejího posledního odpočinku.

V červenci téhož roku 1361 zemřela i Marie z Padilly. Příčinou Mariiny smrti byla podle všeho morová nákaza. Král ji posmrtně při zasedání kortesů roku 1362 nechal prohlásit za svou první a jedinou zákonitou choť a obě další manželství za neplatná.
| „              | A nařídil, aby jí od té doby, ač již nežila, nazývali královnou a její děti aby nosily titul infantů. | “ |
| — Fernão Lopes | |   |

Ostatky Marie z Padilly byly uloženy k poslednímu odpočinku nejdříve v klášteře sv. Kláry v Astudillo (který sama založila roku 1353), záhy poté však byly na králův příkaz přesunuty do královské kaple v sevillské katedrále. Zde, vedle ostatních členů královské rodiny, spočívají v dřevěném sarkofágu zahaleném rudým sametem.
Mariino jméno nesou lázně v místním královském paláci a v 19. století se stala hrdinkou romantické opery Maria Padilla Gaetana Donizettiho.

### Potomci
Marie z Padilly porodila Pedrovi I. Kastilskému čtyři děti, tři dcery a syna, ten však v útlém věku zemřel:
- Beatrix, (1353–1369), jež měla zdědit kastilský trůn po svém otci, zemřela však v tomtéž roce jako on
- Konstancie (1354–1394), ⚭ 1371 Jan z Gentu (6. března 1340 – 3. února 1399), vévoda z Lancasteru

- Isabela (1355–1392), ⚭ 1372 Edmund z Langley (5. června 1341 – 1. srpna 1402), 1. vévoda z Yorku, 1. hrabě z Cambridge

- Alfonso (1359–1362)